# Мойстрана
Мойстрана (словен. Mojstrana) — поселення в общині Кранська Гора, Горенський регіон, Словенія. Висота над рівнем моря: 660,9 м.